# 明仁苏木
明仁苏木，是中华人民共和国内蒙古自治区通辽市奈曼旗下辖的一个乡镇级行政单位。

## 行政区划
明仁苏木下辖以下地区：
清河村、大段嘎查、当海嘎查、乌兰艾勒嘎查、图力格嘎查、斯布呼勒敖包嘎查、辣椒铺嘎查、四合福村、公益村、丰胜村、福兴村、永安村、太平屯村、四方地村、兴隆村、明仁嘎查、博勒梯嘎查、洛僧筒嘎查、萨仁阿日嘎查、南大德号嘎查、巴日嘎斯台嘎查、包特高营子嘎查、包德日干图村、北大德号村、保安村、三合村和新义村。